# Nederlandse grammatica
Dit artikel geeft een algemeen overzicht van de grammatica van de Nederlandse taal.

## Woord- en zinsdeelvolgorde
In het Nederlands geldt V2, waardoor de persoonsvorm in stellende hoofdzinnen altijd op de tweede positie staat.

### Hoofdzinnen
Voor een hoofdzin geldt de SVO-volgorde.
onderwerp – persoonsvorm – meewerkend voorwerp – bijwoordelijke bepaling van tijd en plaats – lijdend voorwerp – werkwoordelijke – niet-werkwoordelijke rest.
Bijvoorbeeld:
Pieter heeft Jasper gisteren in de tuin een appel gegeven.
Wel zijn in stellende hoofdzinnen ook andere volgordes mogelijk, maar ook dan staat de persoonsvorm op de tweede positie. De volgende woordvolgordes zijn dan ook grammaticaal correct:
Pieter heeft gisteren Jasper in de tuin een appel gegeven
Pieter heeft gisteren in de tuin (aan) Jasper een appel gegeven
Pieter heeft gisteren in de tuin een appel aan Jasper gegeven
Aan Jasper heeft Pieter gisteren in de tuin een appel gegeven
Gisteren heeft Pieter (aan) Jasper in de tuin een appel gegeven
Gisteren heeft Pieter in de tuin (aan) Jasper een appel gegeven
Gisteren heeft Pieter in de tuin een appel aan Jasper gegeven
In de tuin heeft Pieter (aan) Jasper gisteren een appel gegeven
In de tuin heeft Pieter gisteren (aan) Jasper een appel gegeven
In de tuin heeft Pieter gisteren een appel aan Jasper gegeven
Een appel heeft Pieter gisteren in de tuin aan Jasper gegeven
In al deze zinnen is "Jasper" het meewerkend voorwerp (indien voorafgegaan door "aan" een zgn. omschreven meewerkend voorwerp).
De persoonsvorm komt vóór het onderwerp als het onderwerp niet aan het begin van de zin staat. Als een ander zinsdeel dan het onderwerp aan het begin van de zin staat, gebeurt dit in de regel om het zinsdeel extra nadruk te geven.
Een bepaling van tijd staat bij voorkeur altijd vóór andere bijwoordelijke bepalingen, zoals die van plaats:
Hij woont al drie jaar (tijd) in Amsterdam (plaats)'

### Bijzinnen
Voor een bijzin geldt de SOV-volgorde.
In een bijzin is de basisvolgorde:
voegwoord – onderwerp – meewerkend voorwerp – bijwoordelijke bepaling van tijd en plaats – lijdend voorwerp – persoonsvorm en werkwoordelijke – niet-werkwoordelijke rest.
Bijvoorbeeld:
(Ik weet) dat Kees Jan morgen in de stad een boek wil geven vanwege zijn verjaardag.
Deze volgorde, waarbij de persoonsvorm vóór de rest van het werkwoordelijk gezegde (de werkwoordelijke eindgroep) staat, wordt ook wel de rode werkwoordsvolgorde genoemd. Daarnaast is er in bijzinnen nog een tweede mogelijkheid, bekend als de groene werkwoordsvolgorde, waarbij de volgorde van de werkwoorden andersom is:
(Ik weet) dat Kees Jan morgen in de stad een boek geven wil vanwege zijn verjaardag.

### Vragende vorm
Wanneer een zin vragend is, treedt normaal gesproken inversie op, wat betekent dat onderwerp en persoonsvorm van plek worden verwisseld:
Heeft Pieter Jasper gisteren in de tuin een appel gegeven?
Wanneer het onderwerp toch vóór de persoonsvorm staat in een vragende zin, impliceert dat vaak een controlevraag:
Pieter heeft Jasper gisteren in de tuin een appel gegeven?
In deze laatste vorm is de intonatie van een of meer laatste woorden, namelijk hoger dan de rest, erg belangrijk. Hierdoor is het voor de luisteraar duidelijk dat het een vraag betreft en geen gegeven feit.

## Werkwoorden
Zoals in de meeste Germaanse talen zijn de werkwoorden naar vervoeging in drie klassen onder te verdelen: sterk, zwak en onregelmatig.

### Zwakke werkwoorden
Veruit de meeste werkwoorden in het Nederlands behoren tot de klasse van de zwakke werkwoorden. Dit betekent dat ze in de onvoltooid verleden tijd de uitgang -de/-te krijgen, terwijl het voltooid deelwoord eindigt op -d of -t.

### Sterke werkwoorden
Van sterke werkwoorden dient men drie vormen te kennen: de infinitief ofwel het hele werkwoord, de onvoltooid verleden tijd en het voltooid deelwoord.
Hieronder volgt als voorbeeld de vervoeging van het sterke werkwoord binden: binden – bond – gebonden
| ik             | bind   | bond   | heb gebonden    | bind ik?               |
| jij            | bindt  | bond   | hebt gebonden   | bind jij?              |
| hij/zij/u/het  | bindt  | bond   | heeft gebonden  | bindt hij/zij/u/het?   |
| wij/jullie/zij | binden | bonden | hebben gebonden | binden wij/jullie/zij? |
Nederlandse sterke werkwoorden worden in de tegenwoordige tijd (o.t.t.) op dezelfde manier vervoegd als zwakke. In de onvoltooid verleden tijd krijgt alleen de meervoudsvorm een uitgang -en, de andere vormen krijgen géén uitgang in de verleden tijd.

### Onregelmatige werkwoorden
De belangrijkste onregelmatige werkwoorden zijn hebben, kunnen, mogen, willen, zijn en zullen.

## Zelfstandige naamwoorden
De belangrijkste verbuigingen zijn de meervoudsvorm en de verkleinvorm van zelfstandige naamwoorden.

### Verbuigingen van het zelfstandig naamwoord

#### Meervoudsvorm

##### Zelfstandig naamwoord eindigend op een klinker
Zelfstandig naamwoorden die eindigen op een klinker krijgen als regel de uitgang -s in het meervoud:
agente – agentes 
bureau – bureaus 
groente – groentes , maar ook: groenten 
Wanneer verwarring zou kunnen ontstaan over de uitspraak van het meervoud wordt de uitgang -s voorafgegaan door een apostrof:
radio – radio's
baby – baby's 
taxi – taxi's 
Zelfstandige naamwoorden die eindigen op -ie of -ij en waarvan de klemtoon op de laatste lettergreep ligt, krijgen de uitgang -en in het meervoud:
boerderij – boerderijen 
categorie – categorieën 

##### Zelfstandig naamwoord eindigend op een medeklinker
Zelfstandige naamwoorden die eindigen op een beklemtoonde lettergreep eindigend op een medeklinker, krijgen als regel de uitgang -en in het meervoud:
stoel – stoelen 
Er zijn uitzonderingen, zoals het woord kok (etensbereider) waarvan koks het meervoud is.
Ook treedt bij sommige woorden klankverandering op:
lid – leden 
bad – baden 
en is er een groep woorden met een stapelmeervoud, zoals:
kind – kinderen 
rund – runderen 
Bij zelfstandige naamwoorden die eindigen op een s verandert deze s bij de meervoudsvorm in een z, als de s wordt voorafgegaan door een lange klinker.
huis – huizen 
kaas – kazen 
roos – rozen 
Wordt de s voorafgegaan wordt door een korte klinker, dan wordt de s verdubbeld:
bus – bussen 
das – dassen 
Ook hier zijn er weer uitzonderingen die klankverandering ondergaan, zoals:
glas – glazen 
Wanneer de laatste lettergreep van een zelfstandig naamwoord dat op een medeklinker eindigt een niet-beklemtoonde e bevat krijgt het meervoud de uitgang -s:
tafel – tafels 
emmer – emmers 

##### Uitzonderingen
Op bovenstaande regels zijn een aantal uitzonderingen. Zie daarvoor de lijst van onregelmatige meervouden.

#### Verkleinvorm
Zelfstandig naamwoorden kunnen verkleind worden door de uitgang -je achter het zelfstandig naamwoord te plaatsen:
klas – klasje 
Soms treedt klankverandering op:
glas – glaasje 
In het zuidelijk deel van het Nederlandse taalgebied worden zelfstandige naamwoorden veeleer verkleind door de uitgangen -ke en -ken achter het zelfstandig naamwoord te plaatsen:
glas – glaske(n) 
Wanneer een zelfstandig naamwoord eindigt op een klinker of op een van de medeklinkers l, n en ren de laatste lettergreep bevat een lange klinker of een sjwa, krijgt de verkleinvorm de uitgang -tje:
radio – radiootje 
paal – paaltje 
fietser – fietsertje 
Maar gaat het om een woord dat bestaat uit één lettergreep met een korte klinker, dan wordt de uitgang -etje:
pal – palletje 
Wanneer een zelfstandig naamwoord eindigt op een m die wordt voorafgegaan door een lange klinker krijgt de verkleinvorm de uitgang -pje:
raam – raampje 
Wanneer een twee- of meerlettergrepig zelfstandig naamwoord eindigt op ing krijgt de verkleinvorm doorgaans de uitgang -kje waarbij de g komt te vervallen:
buiging – buiginkje 
Maar:
hebbeding – hebbedingetje (van: ding – dingetje)
en ook:
verandering – veranderingetje
slappeling – slappelingetje
Uitzondering: Wanneer de laatste lettergreep van een zelfstandig naamwoord eindigend op l, m, n, ng of r een korte klinker bevat, krijgt het verkleinwoord de uitgang -etje:
lam – lammetje 
kar – karretje 
gang – gangetje 

### Naamvallen
In oudere fasen van het Nederlands werden in de geschreven taal naamvallen gebruikt. Tegenwoordig bestaan deze nagenoeg alleen nog in versteende taalvormen. Een aan de tweede naamval verwante vorm, de Saksische genitief, kent nog wel een actief gebruik.

## Lidwoorden

#### Bepaalde lidwoorden
Het Nederlands kent twee bepaalde (of bepalende) lidwoorden:
- de, mannelijk of vrouwelijk (overkoepelend ook wel "zijdig" genoemd)
- het, onzijdig. In gesproken taal vaak klemtoonloos uitgesproken als 't.

Het wordt enkel gebruikt voor een enkelvoudig onzijdig woord. Om een meervoud aan te duiden wordt altijd de gebruikt. Voorbeelden:
- de sleutel  - de sleutels
- de vakantie (vrouwelijk enkelvoud) - de vakanties
- het gebouw (onzijdig enkelvoud) - de gebouwen
- de boom (mannelijk enkelvoud) - de bomen
- het bos (onzijdig enkelvoud) - de bossen

#### Onbepaald lidwoord
Het Nederlands kent slechts één onbepaald (of onbepalend) lidwoord:
- een, in gesproken taal vaak uitgesproken als 'n.

Het onbepaalde lidwoord een wordt in het Nederlands alleen gebruikt voor een enkelvoud, om een onbepaald meervoud aan te duiden wordt simpelweg géén lidwoord gebruikt. Voorbeeld:
- Daar staat een huis (onbepaald enkelvoud, dus een)
- Daar staan huizen (onbepaald meervoud, dus geen lidwoord)

De zuidelijke dialecten van het Nederlands kennen drie onbepaalde lidwoorden:
- ne of nen voor een onbepaald mannelijk enkelvoud (ne man)
- een voor een onbepaald vrouwelijk enkelvoud (een vrouw)
- e voor een onbepaald onzijdig enkelvoud (e kind)

#### Ontkennend lidwoord
Het ontkennend lidwoord geen duidt op de afwezigheid van iets of op een ontkenning:
- We hebben geen kaas meer (duidt op de afwezigheid van kaas)
- Dat is geen goede grap (Dat is niet een goede grap)

#### Verbuiging lidwoorden
Daarnaast kent het Nederlands nog enkele oudere verbuigingsparadigma's die gedicteerd worden door vier traditionele naamvallen. In principe worden de bezittelijke voornaamwoorden (mijn, jouw, zijn, haar, ons, uw, jullie en hun) en het ontkennend lidwoord geen vervoegd zoals het onbepaalde lidwoord een, bijvoorbeeld: Dat is zijns inziens een slecht idee (eens inziens). In het meervoud bestaat er geen onbepaald lidwoord in het Nederlands, daarom is in het schema het woord geen gebruikt.
|            | mannelijk | mannelijk  | vrouwelijk | vrouwelijk | onzijdig  | onzijdig   | alle geslachten | alle geslachten | alle geslachten |
|            | bepaald   | onbepaald  | bepaald    | onbepaald  | bepaald   | onbepaald  | bepaald         | onbepaald       | ontkennend      |
| nominatief | de        | een        | de         | een (ene)  | het       | een        | de              | –               | geen (gene)     |
| genitief   | des       | eens       | der        | ener       | des       | eens       | der             | –               | gener           |
| datief     | de (den)  | een (enen) | de (der)   | een (ener) | het (den) | een (enen) | de (den)        | –               | geen (genen)    |
| accusatief | de (den)  | een (enen) | de         | een (ene)  | het       | een        | de              | –               | geen (gene)     |

Verbogen lidwoorden (ene, eens, ener, enen; des, der, den) worden nauwelijks nog gebruikt (daarom staan de oorspronkelijke verbuigingen tussen haakjes in het schema). Sinds de jaren tachtig is bijvoorbeeld commissaris van de Koning(in) gangbaarder dan commissaris der Koningin of des Konings (CdK). Bij procureur des Konings heeft de oude vorm daarentegen standgehouden, net als in bepaalde namen en staande uitdrukkingen:
- Den Helder
- 's-Hertogenbosch (des Hertogen bosch, ook wel Den Bosch)
- Het Koninkrijk der Nederlanden
- De vader des vaderlands
- ten enenmale

Verbogen lidwoorden worden wel volop gebruikt in bijvoorbeeld de GBS-Bijbel.

#### Lidwoord voor een bezittelijk voornaamwoord
Bij een aantal (zelfstandig gebruikte) bezittelijke voornaamwoorden, waaronder mijne, jouwe, zijne, hare, onze en hunne, kunnen ook lidwoorden staan.
- Dat huis is het mijne.
- Mijn zus is groter dan de jouwe.

### Andere regels
- Zelfstandige naamwoorden kunnen een specifieke uitgang hebben waardoor hun geslacht wordt bepaald.
- Bij samengestelde woorden wordt altijd het lidwoord gebruikt van het grondwoord. Meestal is dit het laatste deel van de samenstelling. Bijvoorbeeld: de krant + het artikel → het krantenartikel; het boek + de kaft → de boekenkaft. Hetzelfde gebeurt bij letterwoorden.

## Bijvoeglijke naamwoorden
Bijvoeglijke naamwoorden zijn onder te verdelen in de volgende subcategorieën:
Stoffelijk bijvoeglijk naamwoord
-en
gouden ring — houten tafel
Uitgezonderd predicatieve bijvoeglijke naamwoorden
Dit is goud — Dat is hout
attributief
met achtervoegsel -e
Het groene handvat — De intelligente vrouw — De lange man
Een intelligente vrouw — Een lange man
uitgezonderd zijn bijvoeglijke naamwoorden bij een onzijdig zelfstandig naamwoord zonder lidwoord of met een onbepaald lidwoord:
Een groen handvat — Klein kind is spoorloos verdwenen
predicatief
zonder uitgang
Een handvat is groen — Een vrouw is intelligent — Een man is lang
Versteende taalvormen
In tal van versteende taalvormen zijn oude naamvalsuitgangen in gebruik gebleven:
met voorbedachten rade — in levenden lijve

### Plaatsing
Een bijvoeglijk naamwoord wordt in het Nederlands altijd vóór het naamwoord waar het betrekking op heeft (meestal een zelfstandig naamwoord of eigennaam) geplaatst. Een eventueel lidwoord staat op zijn beurt vóór het bijvoeglijk naamwoord:
Een lekkere maaltijd.
Een vieze man.

### Verbuigingen
Bijvoeglijke naamwoorden krijgen in principe de uitgang -e:
De lekkere maaltijd.
Er zijn vier situaties waarin een bijvoeglijk naamwoord deze uitgang niet krijgt:
1. Wanneer het onderwerp onzijdig enkelvoud is krijgt het bijvoeglijk naamwoord bij de onbepaalde vorm géén uitgang:
Een mooi meisje
Bij de bepaalde vorm krijgt het bijvoeglijk naamwoord gewoon de uitgang -e:
Het mooie meisje
2. Wanneer het bijvoeglijk naamwoord een materiaal aanduidt krijgt het de uitgang -en:
De houten stoel
3. Wanneer het bijvoeglijk naamwoord een essentieel deel is van de combinatie met het zelfstandig naamwoord, krijgt het geen -e. Bijvoorbeeld:
Het openbaar vervoer
Het lijdend voorwerp
4. Soms wordt tussen een onbepaald lidwoord en het zelfstandig naamwoord een vorm van het bijvoeglijk naamwoord zonder -e gebruikt. In dat geval drukt het een bewonderenswaardige eigenschap uit:
Een groot man
Een talentvol schrijver

### Trappen van vergelijking
Het bijvoeglijk naamwoord kan drie vormen aannemen om de "sterkte" aan te geven. Deze trappen van vergelijking worden in de regel gevormd door de achtervoegsels -er en -st aan het bijvoeglijk naamwoord te hechten. Bijvoeglijke naamwoorden die op -r eindigen, krijgen in de vergrotende trap een tussengevoegde -d- (bijvoorbeeld raar – raarder, ver – verder).
Voorbeelden:
- groot – groter – grootst
- belangrijk – belangrijker – belangrijkst
- oud – ouder – oudst.

Een aantal veel voorkomende bijvoeglijke naamwoorden vormen hun trappen van vergelijking onregelmatig, met suppletie:
- goed – beter – best
- veel – meer – meest
- weinig – minder – minst
- graag – liever – liefst.

Woorden die een samenstelling zijn van bijwoord en een bijvoeglijk naamwoord worden gesplitst. Alleen het bijwoord verschijnt dan in de vergrotende of overtreffende trap:
- dichtbevolkt – dichter bevolkt – dichtst bevolkt.

Bij woorden die al een uiterste aanduiden worden vaak geen trappen van vergelijking gevormd. Algemener gezegd: er zijn meestal geen gradaties van termen die inhoudelijk een dichotomie vormen, wat het geval is wanneer iets een zekere eigenschap heeft of niet en er geen tussenweg bestaat. Het algemeen bekende voorbeeld daarvan is "zwangerschap". Men kan niet een beetje of heel erg zwanger zijn en alle termen die een uiterste aanduiden vallen ook in die categorie: iets heeft die uiterste staat of heeft deze niet en daarom is er geen tussenweg, geen gradatie.
Desondanks worden bij sommige van dergelijke woorden toch trappen van vergelijking gevormd. Voorbeelden zijn "de meer/meest ideale" of "minder ideaal", terwijl het "ideale" doorgaans al het hoogst denkbare is. Ook "heel uniek" is een voorbeeld, met de gedachte dat als iets uniek is, dat er maar een van bestaat.

#### Gebruik van dan of als
In het Standaardnederlands worden vergelijkingen met bijvoeglijke naamwoorden gemaakt met 'dan' of 'als'. Bij een stellende trap wordt 'als' gebruikt, bij een vergrotende trap 'dan'.
Voorbeelden:
- Thomas is groter dan Maxime ('groter' is een vergrotende trap);
- Marjan is kleiner dan Dieter ('kleiner' is een vergrotende trap);
- Hans is twee keer ouder dan Gerard ('ouder' is een vergrotende trap).
- Kim is even vrolijk als Els ('vrolijk' is een stellende trap);
- Willem is net zo goed als Chiel in aardrijkskunde ('goed' is een stellende trap).

Bij een gelijkheid binnen een ongelijkheid wordt een stellende trap gebruikt, en daarbij hoort dus 'als', ook al drukt de vergelijking een verschil uit.
Voorbeelden:
- Sneeuwwitje is duizendmaal zo mooi als de boze heks ('mooi' is een stellende trap);
- Piet is twee keer zo oud als Jan ('oud' is een stellende trap).
- Hendrik is niet zo goed als Randolf in wiskunde ('goed' is een stellende trap).

In sommige streken en dialecten wordt als in beide gevallen gebruikt: "Hij is groter als ik". Dit gebruik geldt in het Standaardnederlands als onjuist.

#### Gebruik van meer of meest
In sommige gevallen wordt standaard de toevoeging meer of meest gebruikt. Een voorbeeld is wanneer het een meer bijwoordelijke functie heeft:
- Ze zijn meer bereid tot extra financiële steun dan tot een wijziging van het beleid.

Ook bij voltooide deelwoorden die bijvoeglijk worden gebruikt:
- Zij is de meest verdorven persoon die ik ooit ontmoet heb.

In het Nederlands wordt dus traditioneel de voorkeur gegeven aan een niet-samengestelde constructie. Er valt onder Nederlandstaligen echter een trend waar te nemen om, tenminste in het mondeling taalgebruik, de Engelse regels toe te passen: meest bekende in plaats van bekendste, e.d. Het gebruik van uitdrukkingen als de tweede grootste in plaats van het van oudsher gebruikelijke de op een na grootste wijst ook op dat fenomeen. Dit gebruik lijkt zich tevens uit te breiden tot constructies die in het Engels niet voorkomen, zoals meest goede in plaats van beste.

### Substantivering
Substantiveren gebeurt door het toevoegen van de uitgang -e (de grootte), of met bepaalde achtervoegsels zoals -heid, -te en -nis.

## Voornaamwoorden
Zie ook voornaamwoord

### Persoonlijke voornaamwoorden
In het Nederlands is de vorm van het persoonlijk voornaamwoord afhankelijk van het perspectief, het aantal en bij de derde persoon ook het geslacht. Bij de tweede persoon bestaat een aparte beleefdheidsvorm. Bijna alle vormen kennen een gereduceerde vorm, dat wil zeggen een niet-beklemtoonde vorm die dichter bij de spreektaal ligt. De gereduceerde vorm staat hieronder steeds tussen haakjes.
|                |           | onderwerpsvorm                     | voorwerpsvorm | genitief (archaïsch) | opmerkingen |
| eerste persoon | enkelvoud | ik ('k*)                           | mij (me) | mijner               | |
| eerste persoon | meervoud  | wij (we)                           | ons | onzer                | In dialecten worden voor het onderwerp ook vormen als wullie en ons gebruikt. |
| tweede persoon | enkelvoud | jij (je) u gij (ge)                | jou (je) u | uwer                 | U is de beleefdheidsvorm, vroeger vaak met een hoofdletter geschreven, of de voorwerpsvorm van gij. Gij geldt thans in het Standaardnederlands als verouderd, maar in het Brabants, het Vlaams en verschillende andere dialecten is het de normale vorm voor de tweede persoon. Zie ook tutoyeren.          |
| tweede persoon | meervoud  | jullie (je) u gij (ge), gijlieden† | jullie (je) u u, ulieden† | uwer                 | In dialecten worden voor het onderwerp ook vormen als gullie en voor het voorwerp ook vormen als ullie gebruikt. |
| derde persoon  | enkelvoud | hij (ie*, die*) zij (ze) het ('t)  | hem ('m) haar ('r*, d'r*, ze‡) het ('t)¶ | zijner harer er      | mannelijk vrouwelijk onzijdig |
| derde persoon  | meervoud  | zij (ze)                           | hen (lijdend voorwerp en vorm na een voorzetsel), hun (meewerkend voorwerp), of voor beide voornoemde vormen ze (zie verder het hen/hun-onderscheid) | hunner               | In delen van Nederland wordt in de spreektaal hun ook als onderwerpsvorm gebruikt. In dialecten worden voor het onderwerp ook vormen als hun en zullie gebruikt. In ouder Nederlands was haar ook in gebruik als meervoudsvorm om specifiek naar een groep vrouwen te verwijzen (in plaats van hun/hen/ze). |

* wordt meestal niet geschreven
† verouderd
‡ Vlaams
¶ niet na een voorzetsel

#### Meervoud
De eerste persoon enkelvoud ik duidt op de spreker zelf. De betekenis van het meervoud wij is: ik en een of meer andere personen. Die andere perso(o)n(en) kan/kunnen de aangesproken(en) zijn, maar ook niet-aanwezige anderen, afhankelijk van de gegeven situatie.
Wij kan dus betekenen:
- ik en jij
- ik en jullie
- ik en een of meer anderen

De tweede persoon jij of u duidt op de aangesproken persoon. Het meervoud jullie kan betrekking hebben op de aangesproken perso(o)n(en) en dat is een nauwkeurig meervoud. Het kan echter ook betrekking hebben op anderen die niet lijfelijk aanwezig zijn, afhankelijk van de gegeven situatie.
Jullie kan dus betekenen:
- jij (1) en jij (2)
- jij en een of meer anderen

### Bezittelijke voornaamwoorden
De vorm van het bezittelijk voornaamwoord is afhankelijk van de persoon en het aantal. Bijna alle vormen kennen naast de standaardvorm een gereduceerde vorm, dat wil zeggen een vorm die dichter bij de spreektaal ligt. De gereduceerde vorm staat hieronder steeds tussen haakjes.

#### 1e persoon enkelvoud

##### Bijvoeglijk
- mijn (m'n)
  - me wordt alleen in sommige spreektaaldialecten gebruikt.

##### Zelfstandig
- de/het mijne

#### 2e persoon enkelvoud

##### Bijvoeglijk
- je of jouw (wanneer een klemtoon nodig is)
- uw:

1. uw is de beleefdheidsvorm. Uw wordt (binnen een zin) alleen nog met een hoofdletter geschreven in gebedsteksten, wanneer men dus God of Jezus aanspreekt.
2. In Vlaanderen in de spreektaal het gewone bezittelijke voornaamwoord voor de 2de persoon: de bezittelijke vorm van ge / gij (die samenvalt met die van u).

##### Zelfstandig
- de/het jouwe
- de/het uwe

#### 3e persoon enkelvoud

##### Bijvoeglijk
- zijn (z'n, ze)
  - De mannelijke en onzijdige vorm. Ze komt alleen in de spreektaal voor.
- haar ('r, d'r)
  - De vrouwelijke vorm. In archaïsch Nederlands komt ook de vorm heur voor.

##### Zelfstandig
- de/het zijne
- de/het hare

#### 1e persoon meervoud

##### Bijvoeglijk
- ons, onze
  - Het gebruik van ons of onze is afhankelijk van het bijbehorend zelfstandig naamwoord:
    - ons huis (een onzijdig zelfstandig naamwoord)
    - onze kat (een mannelijk of vrouwelijk zelfstandig naamwoord)

##### Zelfstandig
- de/het onze

#### 2e persoon meervoud

##### Bijvoeglijk
- jullie
- uw
  - uw is de beleefdheidsvorm. Dit wordt soms ook (binnen een zin) met een hoofdletter geschreven. Dit gebeurt in het algemeen alleen als het om religieuze entiteiten (God, Jezus e.d.) gaat. In alle andere gevallen behoort het met een kleine letter te worden geschreven. De schrijfwijze met hoofdletter (U, Uw enz.) is verouderd.

##### Zelfstandig
- jullie heeft geen zelfstandige vorm: "die van jullie"
- de/het uwe

#### 3e persoon meervoud

##### Bijvoeglijk
- hun ('r, d'r)
  - In archaïsch Nederlands komt haar (of heur) ook voor als vrouwelijke vorm.

##### Zelfstandig
- de/het hunne

### Wederkerende voornaamwoorden
Het wederkerend voornaamwoord verwijst naar het onderwerp van de zin zelf. Dit kan voorkomen als een handeling slaat op het onderwerp of als het werkwoord zelf wederkerend (een zg. wederkerend werkwoord) is.
- Hij wast zich. (vgl: Hij wast de kat).
- Hij bemoeit zich met de buren. (vgl. de onjuiste zin: Hij bemoeit de kat met de buren.)

#### Vormen
- 1e persoon enkelvoud: me (mezelf), mij (mijzelf)
- 2e persoon enkelvoud: je (jezelf), u (uzelf), zich (zichzelf)
  - U is de beleefdheidsvorm.
- 3e persoon enkelvoud: zich (zichzelf)
- 1e persoon meervoud: ons (onszelf)
- 2e persoon meervoud: je, (jezelf), u (uzelf), zich (zichzelf)
- 3e persoon meervoud: zich (zichzelf)

De zelf-vorm wordt soms gebruikt bij niet-wederkerende werkwoorden, meestal om wat nadruk te geven.
- Hij wast zich.
- Hij wast zichzelf.

In sommige gevallen is de zelf-vorm echter de enige toegestane:
- Hij sloeg de hand aan zichzelf. (vgl. de onjuiste zin: Hij sloeg de hand aan zich.)

De vormen henzelf en hunzelf komen in standaardtaal niet voor als wederkerende (of wederkerige) vormen van hen en hun. Het wederkerend gebruik van hunzelf is dialectaal.

#### Alternatieven
Naast zich zijn of waren er in het Nederlands nog enkele andere wederkerende voornaamwoorden. In sommige dialecten kan zich in alle personen worden vervangen door de constructie "bezittelijk voornaamwoord + eigen":
- Ik was mijn/ m'n eigen.
- Hij wast zijn/ z'n eigen.

De voorwerpsvorm van het persoonlijk voornaamwoord vervulde in het Middelnederlands de functie van wederkerend voornaamwoord: hem (mannelijk en onzijdig), hare (vrouwelijk) en hen (meervoud). Voorbeeld: hij wast hem. Ook in het West-Vlaams dialect komt deze constructie nog voor: "Je wast 'em".

#### Met en zonder
Enkele werkwoorden kunnen zowel met als zonder wederkerend voornaamwoord worden vervoegd, zoals:
- bedenken = "verzinnen"
Ik bedenk een verhaal.
- zich bedenken = "terugkomen op een eerder genomen besluit"
Ik wilde het doen, maar ik bedenk me nu.

In de betekenis van "een idee hebben/krijgen" kan bedenken zowel wederkerend als niet-wederkerend worden vervoegd, waarbij de wederkerende vorm als feitelijke fout wordt gezien, maar nauwelijks nog als zodanig ervaren:
- Ik bedenk (me) net dat het gas nog aanstaat.
- Ik bedenk (me) net dat het goed is om hier iets over te schrijven.

### Wederkerige voornaamwoorden
Het Nederlands kent vier wederkerige voornaamwoorden: elkaar, elkander, mekaar en mekander. In de praktijk betekenen deze vormen hetzelfde. Het gebruik is echter sterk registerbepaald. In de standaardtaal is elkaar het gebruikelijkst:
- Ze geven elkaar de schuld.

De vorm mekaar is informeler, elkander en mekander behoren tot een meer verheven/literaire stijl.

### Betrekkelijke voornaamwoorden

#### Verwijzing naar zelfstandignaamwoordgroepen
Naar zelfstandignaamwoordgroepen wordt doorgaans verwezen met een van de betrekkelijke voornaamwoorden die, dat, wat en wie.
- De vorm die verwijst naar een zelfstandignaamwoordgroep in het meervoud of naar een zelfstandignaamwoordgroep met niet-onzijdig geslacht:

Zij kent een paar mensen die nog nooit buiten hun provincie zijn geweest.
Waar is de cd die je voor je verjaardag hebt gekregen?
Echter: wie is het meewerkend voorwerp in de bijzin en verwijst naar personen. Het komt niet zo veel meer voor: vaak wordt ook hier die of aan wie gebruikt: 
De rechters wie de vraag was voorgelegd, spraken zich duidelijk uit.
- De vorm dat verwijst naar een zelfstandignaamwoordgroep met onzijdig woordgeslacht:

Daar ligt het boek dat ik aan Marie wilde geven.
Zij is een meisje dat weet wat er in de wereld te koop is.
De vorm dat wordt vaak vervangen door wat (het boek wat ...). Dat gebruik wordt door taaladviseurs sterk afgeraden.
De vorm dat met als antecedent een natuurlijke persoon wordt bij een groeiend aantal sprekers, voornamelijk mensen die de Nederlandse taal nog aan het leren zijn, vervangen door die (een meisje die ...).
De combinatie van het betrekkelijk voornaamwoord dat met een voorzetsel wordt vervangen door een voornaamwoordelijk bijwoord met waar als eerste lid:
Daar ligt het boek waarmee ik Marie wilde verrassen. (en niet:  ... *met wat ik Marie wilde verrassen.)
- De vorm wie heeft als antecedent een biologische persoon en wordt gebruikt na een voorzetsel:

Daar komt de vrouw met wie ik heb gesproken.
Ook de combinatie van het betrekkelijk voornaamwoord wie met een voorzetsel kan worden vervangen door een voornaamwoordelijk bijwoord met waar als eerste lid, maar taaladviseurs raden aan de vorm met wie te handhaven. Dus liever niet: ... waarmee ik heb gesproken.
Andere, minder gebruikelijke, betrekkelijke voornaamwoorden zijn:
- (de)welke en (het)welk:

Vraag maar niet naar de zaken welke wij hebben besproken.
Alles verbleekt bij het genoegen hetwelk ik smaak bij de aanblik van haar gelaat.

#### Ingesloten antecedent
Met een niet-expliciet genoemd antecedent (ingesloten antecedent) worden doorgaans wie (voor personen), wat en hetgeen (in andere gevallen) gebruikt:
Wie (=de persoon die) daar woont, moet wel gelukkig zijn.
Ze vertelde me wat (=het ding dat) ze in de vakantie ging doen.
Ze vertelde me hetgeen ze in de vakantie ging doen.

#### De vormwat
Taaladviseurs raden aan het betrekkelijk voornaamwoord wat alleen te gebruiken in de volgende situaties:
- Het antecedent is een als zelfstandig naamwoord gebruikt bijvoeglijk naamwoord (bijvoorbeeld een superlatief).

Het leukste wat ik ooit heb meegemaakt was mijn geboorte.
- Het antecedent is een hele zin.

Ze vertelde dat ze ging scheiden, wat ons zeer choqueerde.
- Het antecedent is een van de onbepaald voornaamwoorden al(les), iets en niets (hierbij kan tevens dat als betrekkelijk voornaamwoord worden gebruikt).

Alles wat ik doe mislukt!
Is er iets wat ik voor je kan doen?
- Het antecedent is zelf ook een voornaamwoord

Hij gaf precies dat wat ik wilde hebben.

#### De vormen van de tweede naamval
De betrekkelijke voornaamwoorden wiens, wier, welks en welker zijn vormen van de tweede naamval. Ze worden tegenwoordig minder gebruikt dan vroeger, en het gebruik beperkt zich voornamelijk tot de geschreven taal. Ze hebben als synoniemen van wie en waarvan.
- Wiens en welks verwijzen naar enkelvoudige woordgroepen met het mannelijke of onzijdige woordgeslacht. Welks kan alleen worden gebruikt wanneer het antecedent geen persoon is.

De man wiens auto ik iedere zondag waste, bleek een misdadiger te zijn.
Deze mededeling wekte zichtbare beroering in de Raad, welks voorzitter ook enigszins onthutst scheen.
De vorm wiens wordt ook steeds meer gebruikt om te verwijzen naar meervoudige en vrouwelijke woorden. Dat gebruik is niet algemeen aanvaard.
- Wier en welker worden gebruikt als het antecedent een meervoud of enkelvoudige woordgroep met het vrouwelijke woordgeslacht is. Welker kan alleen worden gebruikt wanneer het antecedent geen persoon is.

De vrouw wier man vorig jaar overleed, is niet van plan te hertrouwen.
Die hoge toon misstaat een regering wier/welker bijdrage aan het vredesproces zo gering is.
De mannen/vrouwen wier visa ontbraken, werden uit de bus gehaald.
Wier wordt ook gebruikt voor niet-vrouwelijke woordgroepen die verwijzen naar een persoon met vrouwelijk biologisch geslacht:
De redactie sprak met een meisje wier vriend in de gevangenis zat.

### Onbepaalde voornaamwoorden

#### Zelfstandig gebruik
Een zelfstandig gebruikt onbepaald voornaamwoord staat los van andere voornaamwoorden. Het is dus niet bijvoeglijk:
- Iedereen gaat naar huis.

Voorbeelden van andere zelfstandig te gebruiken onbepaalde voornaamwoorden:
alleman, alles, iemand, iets, het beste

#### Niet-zelfstandig gebruik
Een niet-zelfstandig (maar bijvoeglijk) gebruikt onbepaald voornaamwoord zegt iets over een ander (hoofd)woord, waar het meestal meteen voor staat:
- Iedere deelnemer gaat naar huis.

Voorbeelden van andere niet-zelfstandig te gebruiken onbepaalde voornaamwoorden
alle, elk(e), iemands, ieder(e), deze of gene, de een of ander

#### Collectiverend en niet-collectiverend
Met collectiverend gebruik wordt bedoeld dat het onbepaalde voornaamwoord een verzameling aanduidt:
- Wij gingen allen/allemaal naar huis.

Voorbeelden van andere collectiverend te gebruiken onbepaalde voornaamwoorden
ieder(e), elk(e), alle(n)
Als zo'n onbepaald voornaamwoord verwijst naar personen die niet in dezelfde zin worden genoemd, wordt de uitgang -n toegevoegd. In andere gevallen (dus wanneer het antecedent in dezelfde zin staat en bij zaakverwijzingen) vervalt deze uitgang:
- Buiten spelen enkele kinderen.
- Alle kinderen moeten naar school. Wel zijn er altijd enkelen die spijbelen.
- Geldt dat in alle gevallen? Nee, slechts in enkele.

Daarnaast bestaan er niet-collectiverende onbepaalde voornaamwoorden:
- Iemand wil ons iets vertellen

Voorbeelden van andere niet-collectiverend te gebruiken onbepaalde voornaamwoorden:
de een of (de) ander(e), deze of gene, iemand, iets

#### 'Het' als onbepaald voornaamwoord
Het woord 'het' is een onbepaald voornaamwoord als het naar iets wat onbepaald is verwijst. Als het naar iets wat bepaald is verwijst, is het een persoonlijk voornaamwoord. In de volgende zinnen is het woord 'het' vetgedrukt als het een onbepaald voornaamwoord is en schuingedrukt als het een persoonlijk voornaamwoord is.
Het is buiten mistig. (want je kunt niets vinden waar 'het' op slaat)
Het boek is leuk. Het heeft vooral een spannend einde. (want 'het' slaat terug op het boek)
Het gaat wel. (want ook hier kun je niets vinden waar 'het' op slaat)
We gingen het bos in. Het was eng. (want 'het' slaat op dat we het bos in gingen)

#### 'Je' als onbepaald voornaamwoord
Het woord 'je' wordt als een onbepaald voornaamwoord beschouwd als het ongeveer hetzelfde betekent als 'men'.
In het volgende voorbeeld is 'je' vetgedrukt als onbepaald voornaamwoord en schuingedrukt als persoonlijk voornaamwoord.
Je hebt in Europa genoeg te eten. (Nu bedoelt de spreker: 'Men heeft in Europa genoeg te eten')
Je hebt in Europa genoeg te eten. (Nu richt de spreker tot één persoon, en bedoelt dus: 'Jij hebt in Europa genoeg te eten')

## Voorzetsels
Voorzetsels spelen in het Nederlands – evenals in veel andere talen met geen of weinig naamvallen – een belangrijke rol. Ze kunnen een tijd of plaats aangeven, maar ook een oorzaak, reden of middel. Ze staan meestal direct voor het naamwoord of de naamwoordgroep waar ze bij horen, maar soms ook erachter.

## Bijwoorden
Als een bijwoord betrekking heeft op een werkwoord, wordt het achter het betrokken werkwoord geplaatst.
Hij schrijft veel in Wikipedia.
Als een bijwoord betrekking heeft op een bijvoeglijk naamwoord of op een ander bijwoord, wordt het vóór het betreffende woord geplaatst.
Het is een erg boeiende discussie.
Gerard liep zeer snel.
Als een bijwoord informatie over tijd of plaats geeft, heeft dit geen vaste plaats in de zin, aangezien het bijwoord meestal geen betrekking heeft op een ander woord.
Ik heb altijd al van kaas gehouden.
Mijn moeder heeft mijn vader overal gezocht.
Een bijwoord wordt altijd als één woord geschreven, ook als het bestaat uit elementen die in andere gevallen als afzonderlijke woorden voorkomen (dichtbij, vlakbij, waarheen, ...).

### Verbogen vormen
Wanneer de bijwoorden heel, erg en echt voor een verbogen bijvoeglijk naamwoord staan, kunnen ze in de spreektaal ook een eind-e krijgen:
Hele mooie muziek.
Erge leuke schoenen.
Een echte fijne vent.
Deze verbogen vormen hele, erge en echte suggereren strikt genomen dat het niet om bijwoorden maar om bijvoeglijke naamwoorden gaat, dat wil zeggen mooie muziek die heel is in plaats van muziek die heel mooi is enz. Hoewel zulke woordgroepen volgens de schoolgrammatica niet juist zijn en in verzorgde schrijftaal worden vermeden, worden ze in de spreektaal toch veel gebruikt, waarbij sommigen dit niet als onverzorgd ervaren.

## 'Er'
Het woordje er heeft meerdere functies en kan zowel een bijwoord als een persoonlijk voornaamwoord zijn.
- Er kan voorlopig onderwerp zijn:

1. Er zit een kat in de tuin.

- Als er een persoonlijk voornaamwoord is, verwijst het soms ook naar een hoeveelheid en wordt dan veelal gecombineerd met van en een kwantor:

1. Heb jij maar één bloem? Ik heb er veel (Ik heb er veel van).
2. Daar zie ik centen. Ik pak er tien (Ik pak er tien van).

- Als er bijwoord is, fungeert het als bepaling van plaats:

1. Hij is er.
2. Ik heb er gewoond.

- In sommige gevallen is het vragend meervoud genitief (wier) verbasterd. Wat de betekenis van het er-gebruik onduidelijk kan maken. Bijvoorbeeld in vraagzinnen:

1. Heeft er iemand een pen? (Heeft wier ener pen?)
2. Wie is er bang voor Virginia Woolf? (Wier is bang voor Virginia Woolf)
3. Wie heeft er nou geen fietsen geleerd? (Wier heeft er nou geen fietsen geleerd)